# Kryptobióza

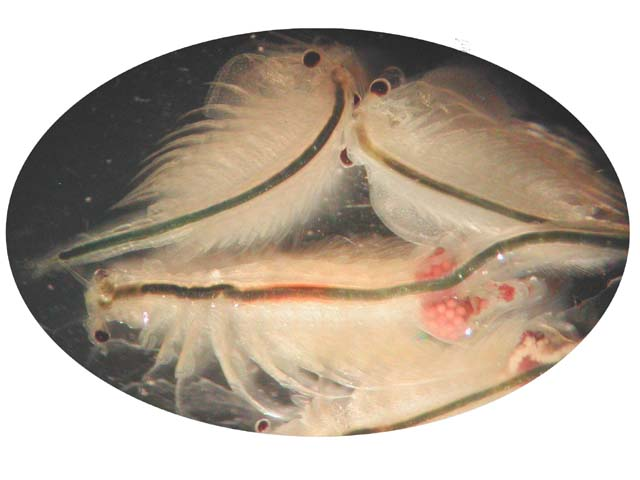
Žábronožka solná (Artemia salina) je jedním z organismů, které podstupují kryptobiózu.

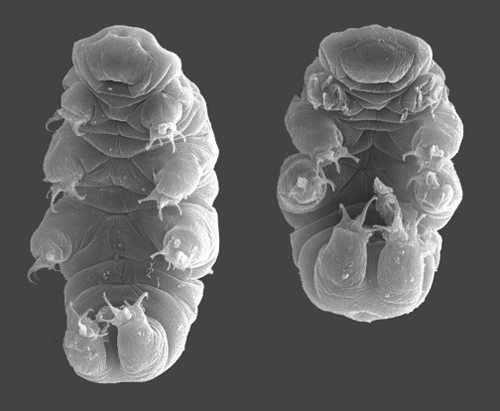
Želvušky, pozoruhodné organismy, které podstupují všech pět druhů kryptobiózy.

Časosběrný záběr otevírání růžice Selaginella lepidophylla po zalití. Doba zachycená na záběru je 3 hodiny, interval mezi snímky je 5 minut.

Kryptobióza (anabióza) je ametabolický životní stav, do kterého vstupují některé jednodušší organismy, jako odpověď na nepříznivé podmínky okolního prostředí. Spouštěcím impulsem může být vyschnutí, mráz či nedostatek kyslíku. V kryptobiotickém stavu ustávají veškeré metabolické pochody a neprobíhá ani rozmnožování, vývoj či oprava tkání.
Organismus v kryptobiotickém stavu může v podstatě žít neomezeně dlouho, dokud se podmínky prostředí nevrátí do normálního stavu. V ten okamžik organismus obnovuje metabolismus a vrací se do normálního stavu.

## Druhy kryptobiózy
Rozlišujeme několik druhů kryptobiózy, které se vzájemně od sebe liší svým spouštěcím mechanismem.

### Anhydrobióza
Anhydrobióza (an = bez, hydro= voda, biosis= život) je nejčastěji studovaným druhem kryptobiózy a nastává v podmínkách extrémního vyschnutí (desikace) některých organismů. Schopnosti anhydrobiózy byla pozorována u některých bezobratlých, jako jsou pijavenky (Bdelloidea), želvušky (Tardigrada), žábronožky (Artemia) a hlístice (Nematoda). Známá je také anhydrobiotická schopnost rostliny Craterostigma plantagineum, dále velké většiny rostlinných semen, a mnoha mikroorganismů (př. kvasinka pivní).
Bezobratlí, kteří podstupují anhydrobiózu, se většinou zmenší a některé produkují cukr trehalózu. U rostlin zase při vyschnutí vzniká sacharóza. Tyto cukry určitým způsobem chrání rostlinu před suchem. U některých anhydrobiotických živočichů však žádná trehalóza nebyla nalezena (např. u pijavenek).
Choulivka jerišská (Anastatica hierochuntica), nazývaná též „pravá růže z Jericha“, je nevysoká, jednoletá, efemérní, bohatě větvená rostlina pozoruhodná svou hygroskopickou (bobtnavou) vlastností. Po dozrání semen její původně bylinná lodyha uschne, zdřevnatí a schoulí se do klubka. Vloží-li se i několik let starý smotek suchých lodyh do vody, začne se narovnávat a její větvičky se rozloží se do kruhu, jakoby rostlina zdánlivě ožila.
Selaginella lepidophylla („růže z Jericha“) je druh vranečku, pocházející ze suchých oblastí Texasu a Mexika. Rostlina v těchto nehostinných oblastech přežívá velmi ojedinělým způsobem. Když vyschne, stočí se její větévky do pevného a přitom lehkého klubíčka. Pokud se rostlina dostane k vlhkosti, během krátké doby se béžově šedivé klubíčko opět rozvine do růžice která je uvnitř zelená, a začne po dobu, kdy je ve vlhku, provádět fotosyntézu a růst.

### Anoxybióza
Anoxybióza je schopnost přežít nedostatek kyslíku v okolním prostředí. Někdy není považována za druh kryptobiózy. Při anoxybióze organismy vstřebávají více vody a stávají se turgidní a nepohyblivé. Anoxybióza nesmí být zaměňována s anaerobními organismy, pro které je absence kyslíku v okolním prostředí normální.

### Chemobióza
Chemobióza je schopnost přežít vysoké hodnoty jedů (toxinů) v životním prostředí.

### Kryobióza
Kryobióza je druh kryptobiózy a schopnost organismů přečkat sníženou teplotu. Při kryobióze zamrzá veškerá voda i uvnitř buněk, což mu paradoxně pomáhá přečkat mráz.

### Osmobióza
Osmobióza je málo studovaným druhem kryptobiózy, je to schopnost přečkat zvýšenou koncentraci roztoku, v němž daný organismus žije.

## Příklady organismů
Známým kryptobiotickým organismem je žábronožka solná (Artemia salina).
Dále jsou známé želvušky, které podstupují všech pět druhů kryptobiózy. Želvušky při tom sníží metabolismus na 0,01 % normálního stavu a obsah vody na 1 % normálního stavu. Přežijí extrémní teploty, radiaci či tlak. Jsou jedněmi z mála organismů, které dokáží přežít ve vesmírném prostoru.